# Claus Vissing
Claus Krosbang Vissing (ur. 6 czerwca 1986 w Grindsted) – duński żużlowiec.

## Życiorys
Trzykrotny złoty medalista drużynowych mistrzostw Danii (2004, 2006, 2007).

## Przynależność klubowa
Dania
- Fjelsted Speedway Klub (2008–)

Polska
- Speedway Miszkolc (Węgry, 2006)
- Start Gniezno (2008)
- Orzeł Łódź (2010)
- Kolejarz Rawicz (2011)
- KSM Krosno (2013–2016)
- Speedway Wanda Kraków (2017–)

Wielka Brytania
- Stoke (2007)
- Wolverhampton (2007)
- Peterborough (2007–2009)
- Stoke (2010)
- Ipswich (2010)
- Birmingham (2011)
- Belle Vue (2012)
- Somerset (2012)
- Edynburg (2013)

Szwecja
- Solkatterna Speedway (2008)
- Dackarna Målilla (2009)